# Edward Piwowarski

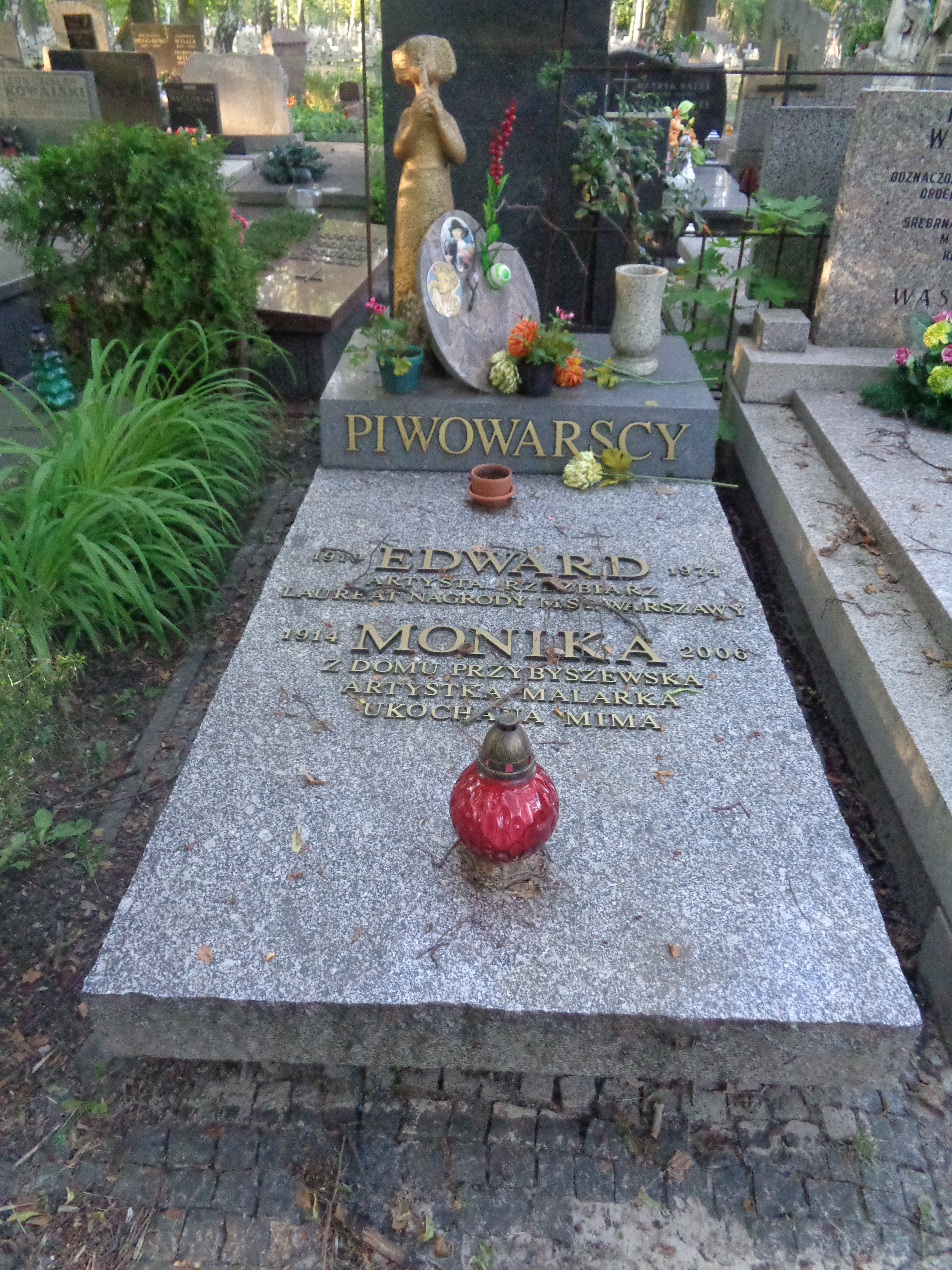
Grób Edwarda Piwowarskiego na cmentarzu Wojskowym na Powązkach

Edward Zygmunt Antoni Piwowarski (ur. 16 kwietnia 1910 w Boszczynku, zm. 12 października 1974 w Warszawie) – polski rzeźbiarz.

## Życiorys
Był synem Juliana (1883–1969). Uczył się w Szkole Przemysłu Drzewnego w Zakopanem w pracowni Romana Olszowskiego w latach 1927–1929 i w warszawskiej Szkole Miejskiej Szkole Sztuk Zdobniczych i Malarstwa w pracowni Jana Szczepkowskiego. Studiował rzeźbę w Akademii Sztuk Pięknych w Warszawie w pracowni prof. Tadeusza Breyera i prof. Bohdana Pniewskiego (1935–1939).
Okres okupacji spędził w Warszawie. Po wojnie mieszkał w Bielsku-Białej, gdzie pracował (1945–1950) jako nauczyciel rzeźby w Liceum Technik Plastycznych i w Ognisku Kultury Plastycznej. Pełnił również funkcję wiceprezesa Sekcji Rzeźby Związku Polskich Artystów Plastyków Okręgu Katowickiego (1949–1951). Później przeprowadził się do Warszawy.
Piwowarski już w trakcie studiów zaczął wystawiać swe prace; rzeźba „Noc” została pokazana w Towarzystwie Zachęty Sztuk Pięknych w 1935. W latach 1936–1952 członek grupy artystycznej „Warszawa”. Utrzymywał  kontakty z awangardowymi twórcami środowiska krakowskiego; współpracował z teatrem Cricot przy inscenizacji Wyzwolenia Stanisława Wyspiańskiego w Instytucie Propagandy Sztuki w Warszawie.
Był mężem artystki malarki Moniki Józefy z Przybyszewskich (1914–2006), ojcem reżysera Radosława Piwowarskiego.
Mieszkał w Warszawie przy ul. Czarnieckiego 56/1.
Zmarł w Warszawie, pochowany na cmentarzu Wojskowym na Powązkach (kwatera B15-6-22).

## Ordery i odznaczenia
- Złoty Krzyż Zasługi (1971)[7]
- Medal 10-lecia Polski Ludowej (19 stycznia 1955)[8]
- Brązowy Medal „Za zasługi dla obronności kraju” (dwukrotnie: 1970, 1973)[7]
- Złota Odznaka honorowa „Za Zasługi dla Warszawy” (1967)[6]